# Paratryphera minor
Paratryphera minor là một loài ruồi trong họ Tachinidae.